# 遮放土司
遮放土司是明、清、民国时期的世袭土司，位于今云南省德宏傣族景颇族自治州芒市辖境内。

## 历史
明朝三征麓川后，1444年撤麓川平缅宣慰司，改设陇川宣抚司，因多怀们从征有功，授职副使，居遮放。万历年间，因在明平定岳凤叛乱之战中从征有功:2，明廷立多怀们之孙多思谭为遮放副宣抚使，遮放土司正式自陇川土司中独立出来。民国时期属潞西设治局。1955年，潞西土地改革运动结束，遮放土司被废除，末任土司多英培。:209-214

## 区域
遮放土司位于遮放坝，总面积1,700平方公里，辖区东至三台山顶，对至老杠山分水岭、勐戛石桩、三角岩，与芒市土司、勐板土千总为邻，西至腊列小河、孙家寨岭与瑞丽土司交界，南至芒海、畹町与木邦交界，北至勐岳湾腰处，至三课麻栗树与陇川土司、南甸土司交界。:215

## 政治

### 统治阶层
土司被称作“召发”，土司的近亲担任属官，属官担任农村的“召朗”，代土司收地组，每个属官根据职位高低享有一定数量的职田:116。

### 行政区划
遮放土司实行㽘练制，㽘下辖村，是农村的基层单位:117。遮放司下辖九个㽘：户闷、允昌、帕颇、户那、弄坎、遮冒、拱沙、户弄、遮告:116。

## 经济
遮放的土地由土司所有，农民有使用权，地租按产量计算，每百箩收取35箩:117。
遮放土司地区的定期集市有迈戛特、遮冒、弄坎、户那四处，集市每五天一轮回，第一天在遮冒，第二天弄坎，第三天户那，第四天无集市，第五天迈戛特:117。

## 历任土司
遮放土司共传袭17代：多怀们－多功－多思谭－多尔忠－多贤辅－多世禄－多量－多万灵－多彭年－多来朝－多显荣－多定邦－多有寿－多立德－多椿－多建勋－多英培。:483